# Михайло Друцький-Соколинський
Михайло Друцький-Соколинський (бл. 1540 — 1621) — державний та військовий діяч, урядник Речі Посполитої.

## Життєпис
Походив з білоруського князівського роду Друцьких-Соколинських гербу Друцьк. Син Михайла Друцького-Соколинського і Ганни Рагози. Народився близько 1540 року. Здобув домашню освіту, виховувався. Замолоду одружився з Регіною з роду Корсаків.
У 1591 році стає маршалком оршанським. У 1597 році отримав єзерищанське староство. У 1605 році призначається каштеляном вітебським. У 1611 році перейшов до католицтва. У 1613 році внаслідок цессії (передачі) за 12 тис. польських злотих отримав посаду полоцького воєводи, обійшовши популярного Йосипа Корсака, який також претендував на цю посаду. 2 жовтня 1621 року стає смоленським воєводою, але помер того ж року.

## Родина
1. Дружина — Регіна, донька Василя Корсака
Діти:
- Кшиштоф Михайло (д/н—1639), каштелян полоцький
- Христина, дружина Януша Кишки, великого гетьмана литовського
- Олександр
- Філон
- Богдан
- Стефан

2. Дружина — Ганна П'яновська